# Volodea Vâlcov

Fraţii Vâlcov: Colea, Volodea și Petea Vâlcov, București, 1936

Volodea Vâlcov (n. 1916, Bolgrad – d. 1952) a fost un fotbalist și antrenor român, fratele mai mic al lui Colea Vâlcov și Petea Vâlcov. Cei trei au fondat una din cele mai titrate echipe din fotbalul interbelic basarabean, Mihai Viteazul Chișinău. Au câștigat de 5 ori titlul de campioană a României cu Venus București, în anii 1932, 1934, 1937, 1939 și 1940. A decedat din cauza unei tuberculoze. A fost antrenorul echipei naționale într-un meci cu Egipt.